# Unforgettable (filme de 1996)
Unforgettable é um filme norte-americano de suspense, com elementos de ficção científica, dirigido por John Dahl.

## Elenco
- Ray Liotta… Dr. David Krane
- Linda Fiorentino… Dr. Martha Briggs
- Peter Coyote… Don Bresler
- Christopher McDonald… Stewart Gleick
- David Paymer… Curtis Avery
- Duncan Fraser… Michael Stratton
- Caroline Elliott… Cara Krane
- Colleen Rennison… Lindy Krane
- Kim Cattrall… Kelly
- Stellina Rusich… Mary Krane
- Kim Coates… Eddie Dutton
- Suzy Joachim… Sheila Wills
- Garwin Sanford… Joseph Bodner
- Jenafor Ryane… Donna Berman
- Jim Broyden… namorado (as Jimmy Broyden)

## Prêmios e indicações
- O filme obteve o Prêmio de Melhor Filme Policial no Festival de Cognac.